# Полесье (теплоход)
«Поле́сье» — тип пассажирского судна на подводных крыльях вместительностью до 60 пассажиров, предназначенного для скоростных перевозок в светлое время суток с продолжительностью рейса до 8 часов, в том числе и по неглубоким водоёмам.

## История
В 1963 году в ЦКБ по СПК для скоростных пассажирских перевозок в верховьях рек, а также по малым рекам, сконструировали судно проекта 1709 «Беларусь». За счёт очень малой осадки суда этого проекта могли эксплуатироваться там, где из-за большей осадки не проходили более крупные СПК («Ракета», «Метеор» и т. п.). В 1980-х годах на смену судам типа «Беларусь» и «Ракета-М» (версия с уменьшенной до 1,2 метра осадкой — против 1,8 метра у обычной «Ракеты») сконструировали новое СПК «Полесье». Теплоходы данного типа производились на Гомельском судостроительно-судоремонтном заводе с 1983 по 2008 годы. За это время появилось много новых скоростных пассажирских линий там, где работа более крупных СПК была бы невозможна.
СПК «Полесье» поставлялись на экспорт: не только в страны СЭВ, но и в Западную Европу. После 1991 года значительное количество СПК было куплено операторами скоростных линий Китая; теплоходы «Полесье», эксплуатирующиеся там, носят название Лунта́н (кит. упр. 龙腾, пиньинь lóng téng, палл. лун тэн, буквально: «парящий дракон»). Основное отличие китайского теплохода «Лунтан» от советского «Полесья» заключается в компоновке салона. На «Лунтане» отсутствуют бар и столики (кроме первого ряда), вместо них установлены дополнительные ряды кресел.
В ЦКБ по СПК проект 17091 получил дальнейшее развитие. На основе него разработана модернизированная версия «Полесья» — проект 21380 «Валдай 45Р». В 2018 году спущено на воду головное судно, в 2019 году — пять судов, в 2020 году продолжается строительство ещё нескольких судов проекта. Пять «Валдаев» эксплуатируются в Нижегородской области, два — в Обь-Иртышском бассейне. Заключены также контракты на дальнейшее производство, планируются поставки иностранным заказчикам из Юго-Восточной Азии.

## Описание
СПК «Полесье» предназначено для скоростных пассажирских перевозок протяжённостью до 400 километров по малым рекам и водохранилищам класса «Р». Конструкция СПК позволяет высаживать пассажиров даже на необорудованный берег.

### Корпус и надстройка
По сравнению с предыдущими проектами СПК, корпус и надстойка «Полесья» имеют упрощённые формы. Корпус выполнен из алюминиево-магниевого сплава 1561М заодно с надстройкой и разделён шестью водонепроницаемыми переборками. При постройке применялись сварные и клеёно-клёпаные соединения. Ходовая рубка, имеющая круговой обзор, расположена в носовой части и полуутоплена в надстройку. Пассажирский салон занимает среднюю часть корпуса, в задней его части расположены санузел и место для экипажа; машинное отделение находится в кормовой части, сразу за салоном. В салоне установлены девять рядов по шесть кресел (по три с каждого борта); передние два ряда расположены напротив друг друга, между ними находятся столики. Для посадки и высадки пассажиров предусмотрены  площадки над носовым крылом, там же установлены швартовые устройства. Кроме того, для посадки и высадки пассажиров на высокие причальные сооружения имеется площадка в кормовой части тентовой палубы. На площадку можно попасть по трапу из кормовой части салона.

### Крыльевые устройства
Крыльевое устройство состоит из носового и кормового крыльев. Переднее крыло имеет стреловидную в плане форму.

### Силовая установка
В машинном отделении теплохода установлен высокооборотный V-образный 12-цилиндровый дизельный двигатель М-401 производства Ленинградского завода «Звезда». Вращение через угловой редуктор передаётся на полупогружённый гребной винт.

## Галерея
- Теплоход «Полесье-18» на Амуре, идёт на подводных крыльях, видеофайл
- Теплоход «Полесье-19» на Амуре, преодолевает волнение 3-4 балла, видеофайл

«Полесье-20» пришло в Фуюань из Хабаровска
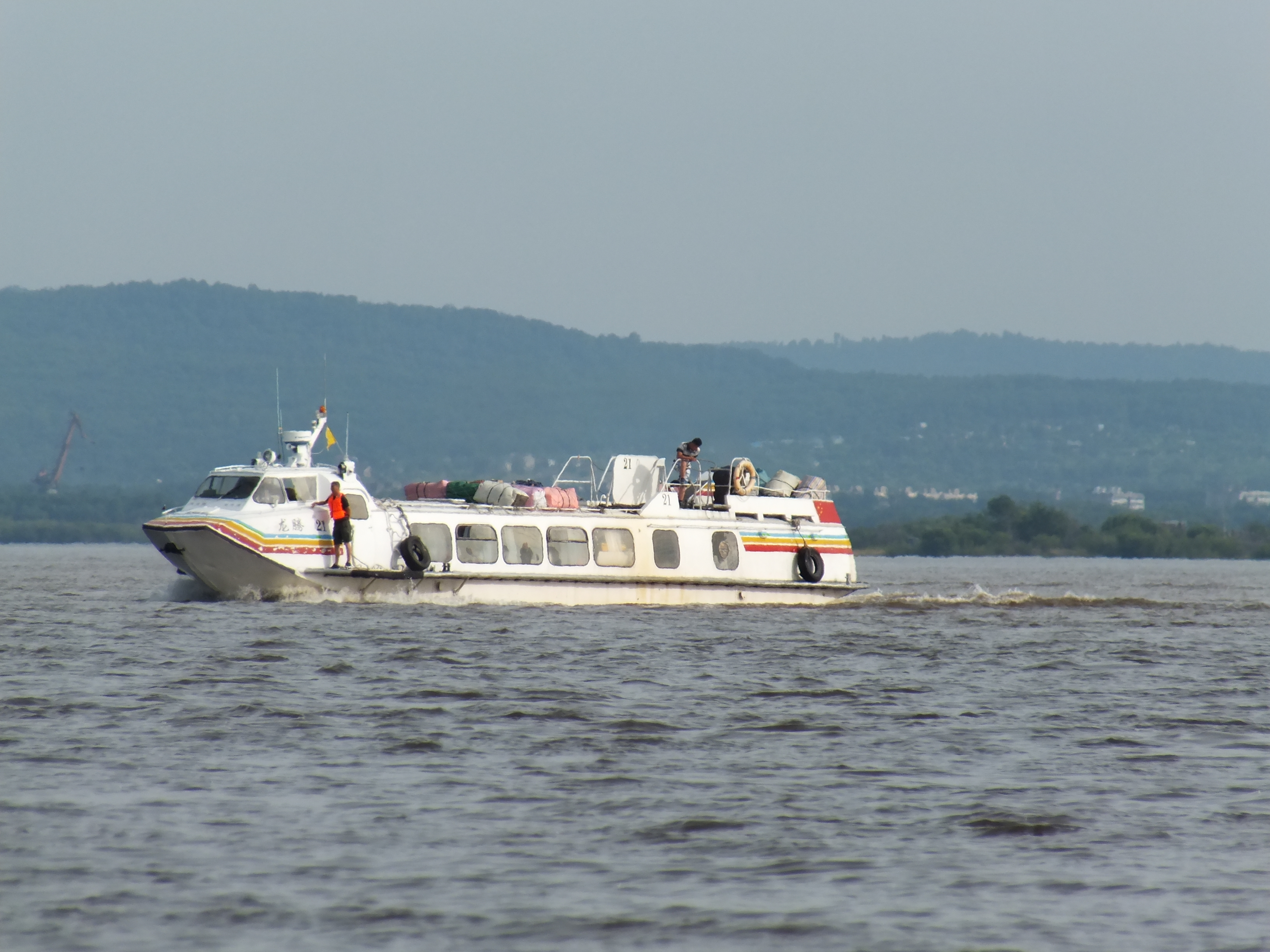
«Лунтан-21» пришёл в Хабаровск из Фуюаня с «челноками» и грузом китайского ширпотреба на крыше[источник не указан 482 дня].
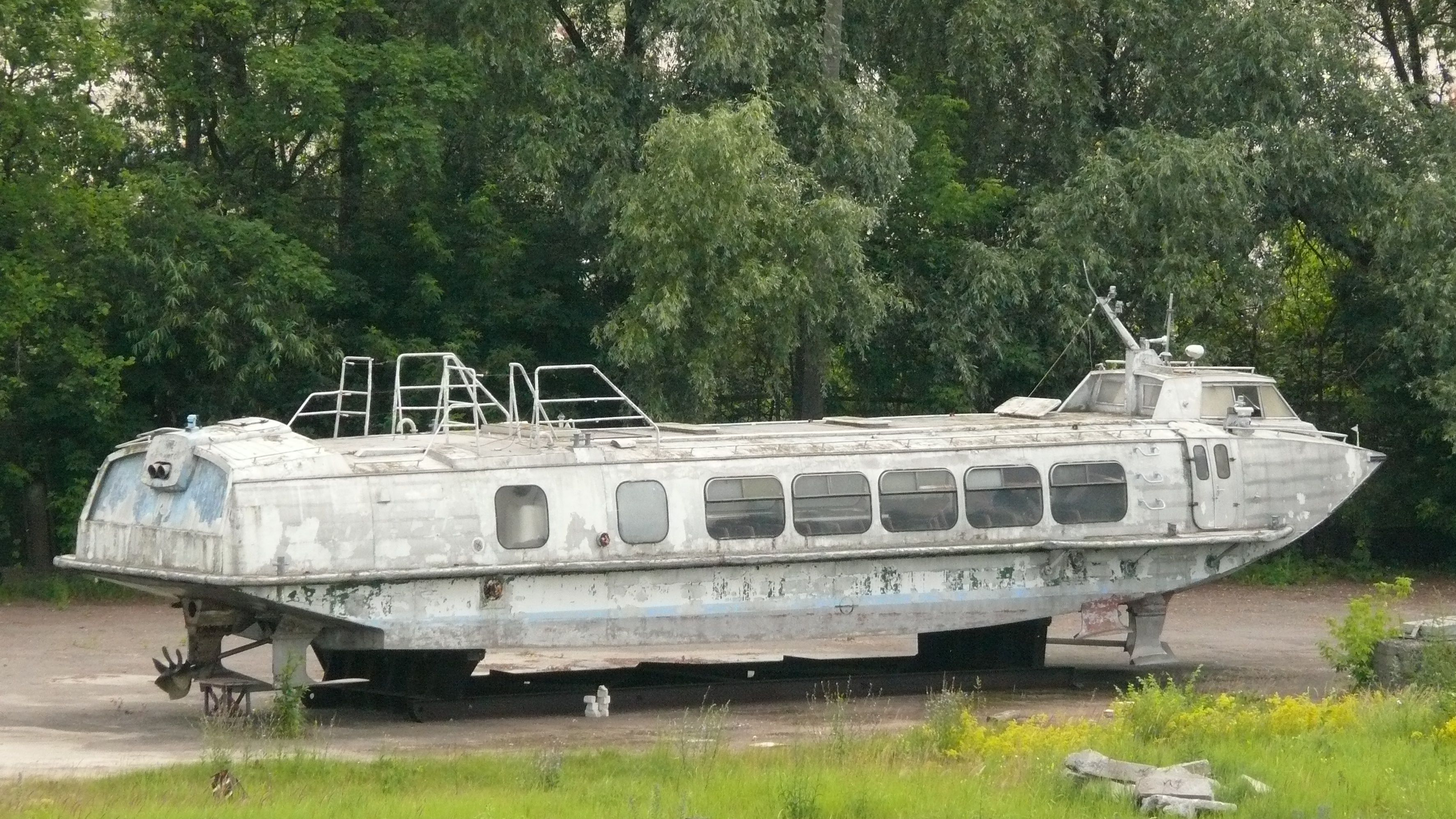
«Полесье-1» до реставрации. Чернигов.
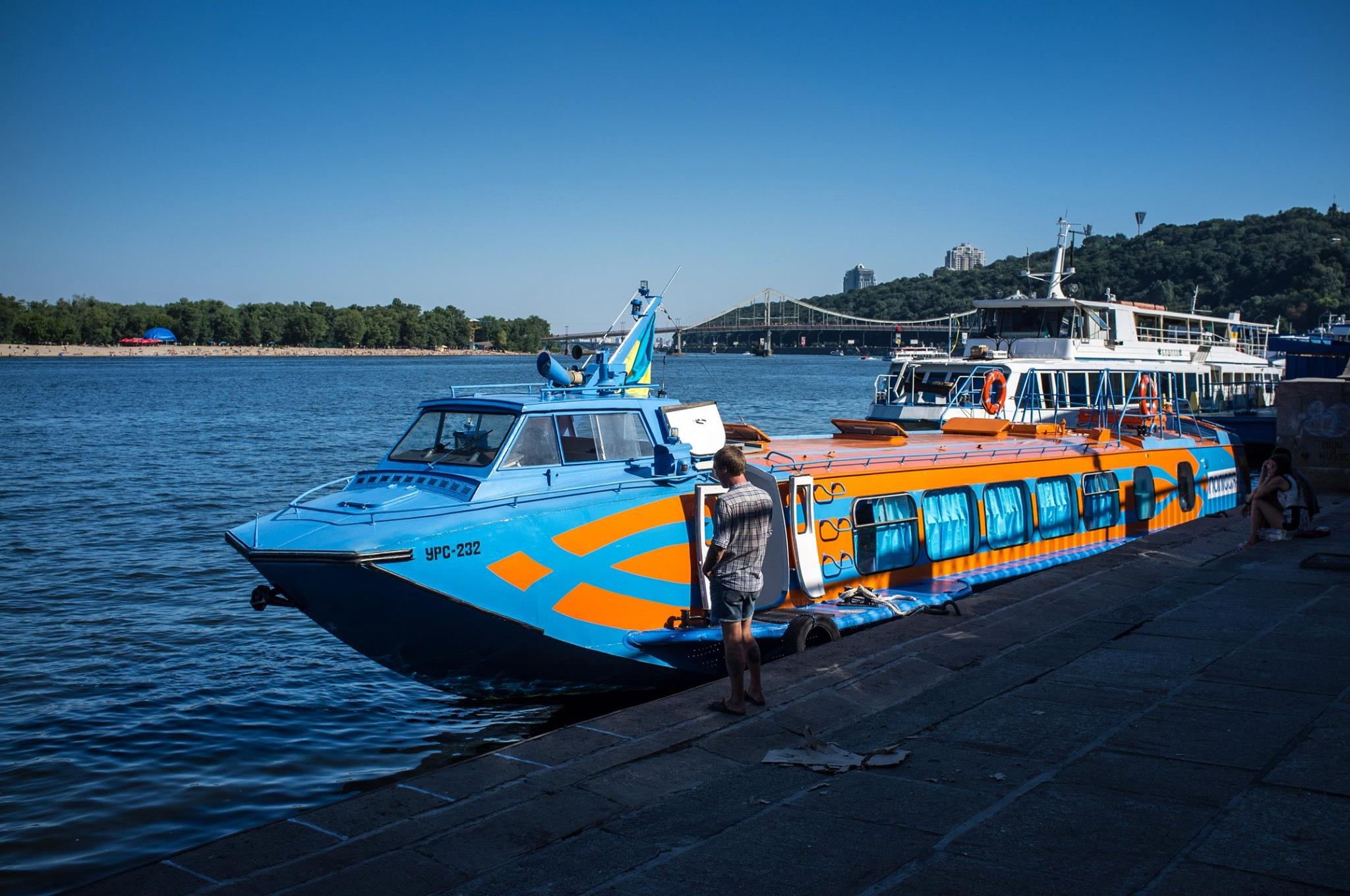
Теплоход «Полесье-1» после реставрации на Киевском речном вокзале